# Sacy (Marne)
Sacy is een gemeente in het Franse departement Marne (regio Grand Est) en telt 344 inwoners (1999). De plaats maakt deel uit van het arrondissement Reims.

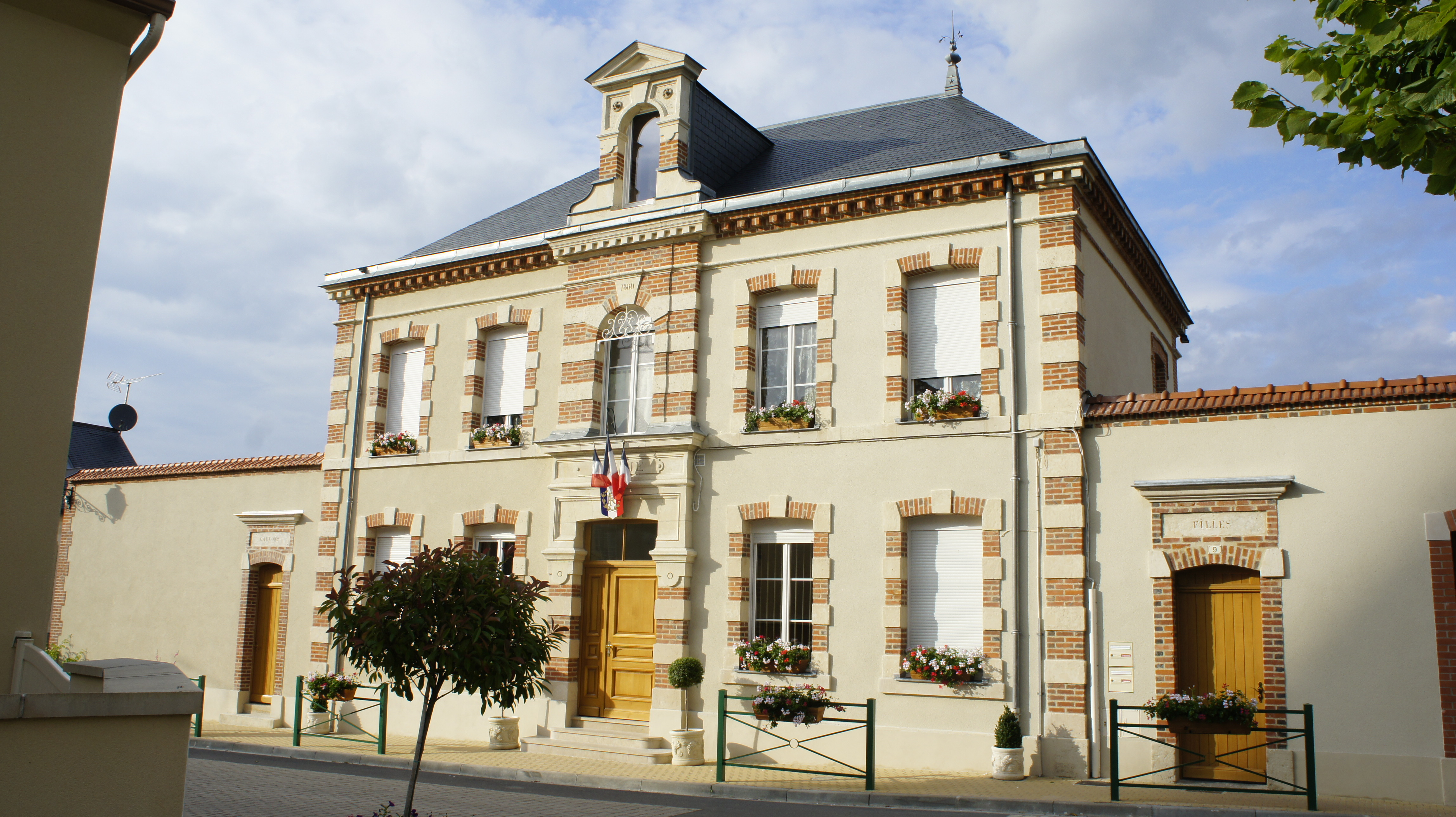
Gemeentehuis
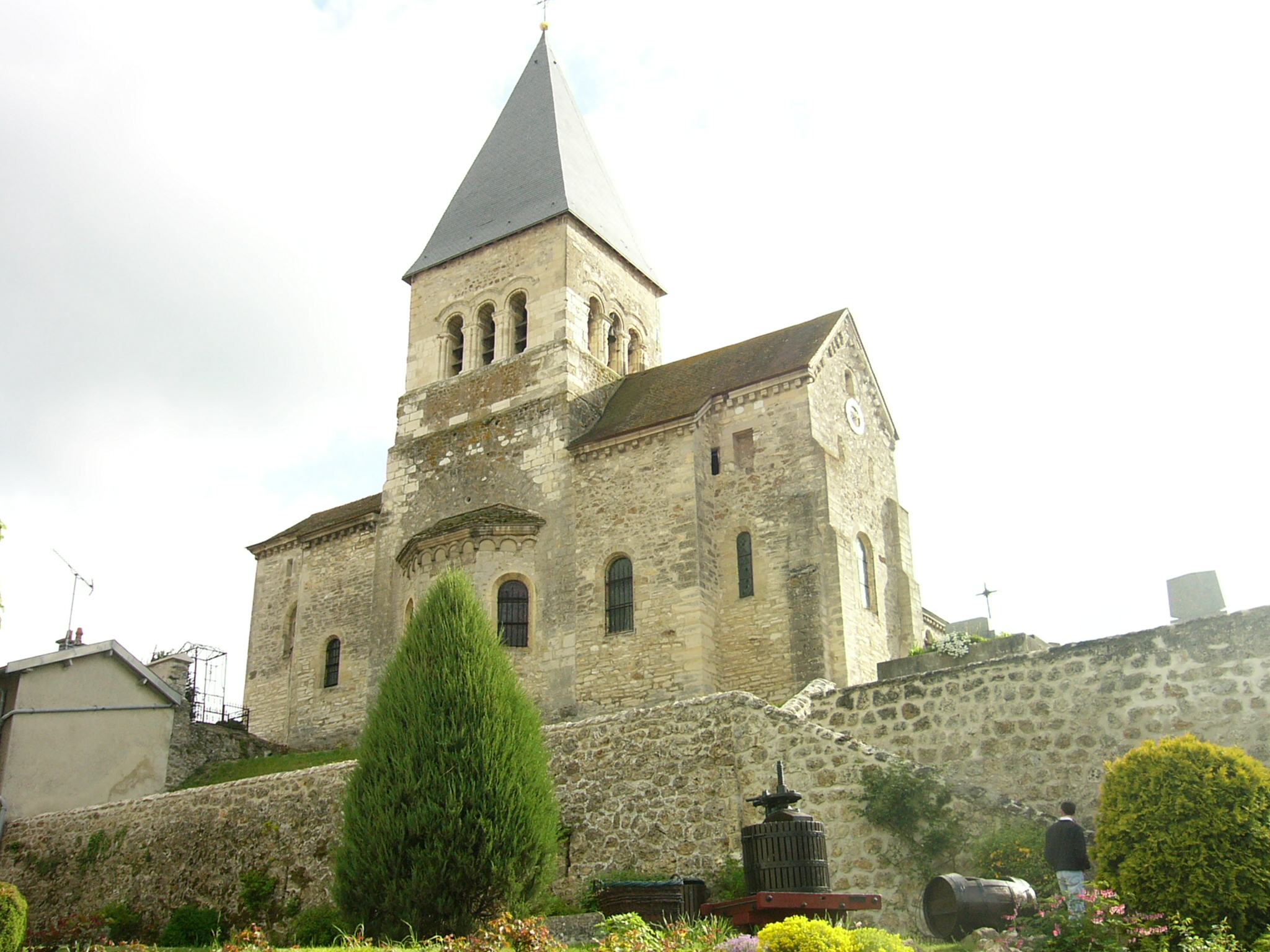
Kerk van Sacy

## Geografie
De oppervlakte van Sacy bedraagt 5,5 km², de bevolkingsdichtheid is 62,5 inwoners per km².
De onderstaande kaart toont de ligging van Sacy (Marne) met de belangrijkste infrastructuur en aangrenzende gemeenten.

## Demografie
Onderstaande figuur toont het verloop van het inwonertal (bron: INSEE-tellingen).